# あん摩マツサージ指圧師、はり師、きゆう師等に関する法律
あん摩マツサージ指圧師、はり師、きゆう師等に関する法律（あんまマツサージしあつし、はりし、きゆうしとうにかんするほうりつ、昭和22年12月20日法律第217号）は、あん摩マツサージ指圧師、はり師、きゆう師の資質を向上し、もって医療および公衆衛生の普及向上を図ることに関する法律である。それぞれの資格の頭文字を取り、あはき法と称される。
GHQが「あん摩や鍼灸は非科学的であり、不潔である」とあん摩や鍼灸を禁止しようとしたため、業界や視覚障碍者の約60日間にわたる猛抗議の末に和解案として作られた法律である。
「あん摩、はり、きゆう、柔道整復等営業法」として成立、1951年（昭和26年）に「あん摩師、はり師、きゆう師及び柔道整復師法」、1964年（昭和39年）には「あん摩マツサージ指圧師、はり師、きゆう師、柔道整復師等に関する法律」へ改正されるが、1970年（昭和45年）に柔道整復師法が単独法となったので、現在の名称となった。
また、当ページに記載している「マツサージ」、「きゆう」は条文をそのまま引用している。

## 概要
- 法令番号…昭和22年法律第217号
- 公布…1947年（昭和22年）12月20日
- 施行…1948年（昭和23年）1月1日

主にあん摩マツサージ指圧師、はり師、きゆう師としての業務、義務に関して規定している。以下に主な規定を概説する。
第1条　あん摩マツサージ指圧師、はり師、きゆう師の免許医師以外の者であん摩、マツサージ、指圧、はり、きゆうを業とする場合は免許を必要とする
第2条　国家試験・養成学校
第3条　相対的欠格事由心身の障害、麻薬、大麻、あへん中毒、罰金以上の刑に処せられたもの、第一条に関する犯罪、不正を行ったもの
第3条の2　登録あん摩マツサージ指圧師、はり師、きゆう師の名簿の登録
第3条の3　免許証の交付あん摩マツサージ指圧師国家試験、はり師国家試験、きゆう師国家試験に合格した者の申請であん摩マツサージ指圧師名簿、はり師名簿、きゆう師名簿に登録され、厚生労働大臣が免許を与えた時は免許証を交付する
第7条　施術所の広告の制限
第7条の2　守秘義務
第12条　医業類似行為の停止または禁止何人も、第一条に掲げるものを除く外医業類似行為を業としてはならない。ただし柔道整復を業とする場合については柔道整復師法の定めるところによる。